# Crniče
Crniče är en ort i Bosnien och Hercegovina.   Den ligger i entiteten Federationen Bosnien och Hercegovina, i den centrala delen av landet, 80 km väster om huvudstaden Sarajevo. Crniče ligger 623 meter över havet och antalet invånare är 281.
Terrängen runt Crniče är huvudsakligen kuperad. Crniče ligger nere i en dal. Närmaste större samhälle är Bugojno, 2,9 km norr om Crniče. 
I omgivningarna runt Crniče växer i huvudsak blandskog. Runt Crniče är det ganska tätbefolkat, med 93 invånare per kvadratkilometer.